# ارنست چمبرز (دوچرخه‌سوار)
ارنست چمبرز (انگلیسی: Ernest Chambers; ۷ آوریل ۱۹۰۷ – ۲۹ ژانویهٔ ۱۹۸۵) دوچرخه‌سوار اهل بریتانیا بود.
وی در مسابقات کشوری و بین‌المللی در مجموع برندهٔ ۲ مدال نقره شده‌است.